# Густав Хусак
Густав Хусак (слч. Gustáv Husák; Дубравка, 10. јануар 1913 — Братислава, 18. новембар 1991) је био комуниста, секретар Комунистичке партије Чехословачке од 1969. до 1987. и председник Чехословачке од 1975. до 1989. године.

## Биографија
Рођен је 1913. године у Дубравки, данас део Братиславе, у породици незапосленог радника. Године 1933, уписао је студиј права на Универзитету Коменског у Братислави и исте године постао чланом КП Чехословачке. Током постојања Прве словачке републике (1939–1945) режим Јозефа Тиса га је затварао неколико пута због илегалних активности. Хусак је 1944. године био један од вођа словачког оружаног устанка против немачког окупатора.
После завршетка рата, радио је као функционер у Словачкој и партијски радник у КП Чехословачке. Године 1950, био је осуђен у чисткама партијског руководства и осуђен на доживотни затвор. Казну је служио од 1954. до 1960. године у затвору Љеополдов. Током процеса дестаљинизације 1960, ослобођен је из затвора, поновно се активирао у политици земље и до 1963. године поновно постао члан КП Чехословачке. Године 1967, био је један од критичара конзервативног руководства, због чега је доласком либералне струје у априлу 1968. године био постављен за заменика премијера.
По све већем притиску из Совјетског Савеза да се зауставе реформе у Чехословачкој, Хусак је почео да позива на опрез. Након слома Прашког пролећа, учествовао је у чехословачко-совјетским преговорима о поништавању либералних реформи. Због свог прагматичног става током преговора, Москва га је подржала за секретара Комунистичке партије Словачке у августу 1968, а након пада Александра Дупчека, постао је и нови секретар КП Чехословачке априла 1969. године. После тога је поништио све Дубчекове либералне реформе и удаљио из партије све либерале. Године 1975, био је изабран за председника Чехословачке.
Његов период владавине обележила је политика нормализације, којом се настојала нормализовати атмосфера у држави након слома Прашког пролећа. Иако је Хусак након Прашког пролећа осигурао раст стандарда становништва и омогућио неке слободе, с временом је постајао све конзервативнији. Почетком 1970-их, Хусак је свима уклоњенима из партије након слома Прашког пролећа допустио да поновно постану чланови, али су се морали јавно одрећи ставова које су заступали за време Дубчекове владавине.
Доласком Горбачова на власт у Совјетском Савезу, млађи функционери су од Хусака почели да захтевају реформе и либерализацију земље. Међутим, он је убрзо дао оставку на месту секретара КП Чехословачке 1987, а наследио га је млађи Милош Јакеш. Током промена које су захватиле Чехолсовачку крајем 1989. године, Хусак је био принуђен дати оставку на место председника 10. децембра. Фебруара 1990, искључен је из КП Чехословачке, те је убрзо и умро 18. новембра 1991. године.

## Одликовања
Густав Хусак био је проглашен за Хероја Совјетског Савеза 9. јануара 1983. године.